# کارن ورنه
کارن ورنه (انگلیسی: Kaaren Verne؛ ۶ آوریل ۱۹۱۸ – ۲۳ دسامبر ۱۹۶۷) یک هنرپیشه اهل آلمان بود. 
از فیلم‌ها یا برنامه‌های تلویزیونی که وی در آن نقش داشته است می‌توان به شرلوک هولمز و سلاح سری، ردیف پادشاهان، زیرزمین، سراسر شب (فیلم ۱۹۴۲) اشاره کرد.